# Беслан. Память
«Беслан. Память» — документальный фильм режиссера Вадима Цаликова из документальной тетралогии «Граждане Беслана», «Отставной учитель», «Беслан. Надежда», «Беслан. Память».
Фильм посвящён 10-летию террористического акта в Беслане, где в сентябре 2004 года произошёл захват школы № 1. Известный российский режиссёр Вадим Цаликов впервые познакомился с ними во время съёмок фильма «Граждане Беслана» и вернулся спустя 10 лет, когда жизнь героев кардинально изменилась: многие стали студентами. Надежда Гуриева, потерявшая в теракте двоих детей, также была героиней другого фильма «Беслан. Надежда» в 2008 году. Новыми героями стали Касполат Рамонов, смотритель кладбища «Город ангелов», итальянский скульптор Рензо Венди, создавший памятник детям Беслана в Сан-Марино, журналист ARD Альбрехт Райнхардт и преподаватель Алета Сабанова из Дворца детского творчества в Беслане.

## Сюжет
Фильм начинается
с воспоминаний 87-летнего Густава Мольса о трагедии в Беслане. Зрители знакомятся с размышлениями школьников о событиях сентября 2004 года и видят кадры мемориала. Основное внимание уделяется Виктории Гусейновой, бывшей заложнице, и другим экс-заложникам, включая Алету Сабанову и Викторию Каллагову. Описание второго дня захвата включает в себя воспоминания заложников и первый взрыв в спортзале, показывающий последствия. Учительница Надежда Гуриева делится воспоминаниями о погибших детях и важности сохранения памяти о происшедшем. Бывший заложник Азамат Тетов упоминает заслуги медиков. Забота о памяти осуществляется через создание мемориалов и сохранение свидетельств участников. В фильме также показана связь судеб семей заложников и спецназовцев. Школьники чествуют погибших, неся белые шары. В заключительной части герои переосмысляют произошедшее, строится храм, а Надежда Гуриева желает ученикам приносить пользу людям. Фильм заканчивается кадрами «Города ангелов».

## Места съемок
- Беслан, Северная Осетия — Алания;
- Санкт-Петербург, Россия;
- Мехелен, Бельгия;
- Кёльн, Германия;
- Республика Сан-Марино.

## Награды
- Приз «Немного солнца в холодной воде» и Диплом «За достойное раскрытие темы памяти жертв терроризма» на XIX Международном кинофестивале «Кино-детям» (Самара, 2014 г.)[2];
- Специальный приз Уполномоченного по правам человека в Свердловской области «За гражданскую доблесть». Кинофестиваль «Россия» (Екатеринбург, 2014 г.)[3];
- II место и Диплом в номинации «Былое и грядущее» на Открытом кинофестивале документального кино и телевизионных авторских программ «Кунаки» (Сухуми, 2014 г.)[4];
- Диплом за лучшую операторскую работу на Открытом кинофестивале документального кино и телевизионных авторских программ «Кунаки» (Сухуми, 2014 г.)[4];
- Диплом Международного кинофестиваля «Невский благовест» (Санкт-Петербург, 2014 г.);
- Главный приз «Бронзовая свеча» от киноцентра «Русское зарубежье» (Москва, 2014 г.);
- Номинация «Лучший неигровой фильм» Национальной Академии кинематографических искусств и наук Золотой орёл (2015 г.)[5];
- Главный приз в номинации «Профессиональное документальное кино. Историческое исследование» на ХI Открытом фестивале документального кино «Человек и война» (Екатеринбург, 2018 г.)[6].